# Малахово (Новоалександровское сельское поселение)
Малахово — село в Суздальском районе Владимирской области России, входит в состав Новоалександровского сельского поселения.

## География
Село расположено на речке Колочка (бассейн Клязьмы) в 5 км на юго-запад от центра поселения села Новоалександрово и в 17 км на северо-запад от Владимира.

## История
В начале XVII столетия в этом селе существовала уже церковь, что подтверждается записью в патриарших окладных книгах, в коих под 1628 годом значится церковь Рождества Пречистой Богородицы в селе Малахове… В конце XVII столетия церковь почему-то была перестроена и в 1699 году освящена также в честь Рождества Пресвятой Богородицы. В настоящее время в Малахове существует каменный храм, построенный неизвестно когда, но не позднее последней четверти XVIII столетия, ибо придел, пристроенный к храму после, освящен в 1790 года. Храм построен в стиле церквей XVIII века с восьмигранным возвышением над серединою храма. Крест на церкви железный, прорезной, восьмиконечный, на поперечнике его слова: «Iис. Хр.», под крестом полулуние. В 1887-89 годах старый придел расширен. При церкви каменная колокольня, построена в 1831 году. В 1893 году приход состоял из села Малахова, сельца Внукова и деревень: Ольгина, Новиковки, Пильникова, Ботулина, Смолина, Оринок, Махлина и хутора Обломовки; в них по клировым ведомостям числится 525 душ мужского пола и 550 женского. С 1884 года существовала в селе церковно-приходская школа. На средства церкви и прихожан выстроено для нее было особое здание в память спасения царской семьи 17 октября 1888 года.
В конце XIX — начале XX века село входило в состав Оликовской волости Владимирского уезда.
С 1929 года село входило в состав Ново-Александровского сельсовета Владимирского района, с 1945 года — Ставровского района, с 1965 года — в составе Новоалександровского сельсовета Суздальского района.

## Население
| 1859 | 1926 |
| ---- | ---- |
| 334  | 352  |

| 1859 | 1905 | 1926 | 2002 | 2010 | 2021 |
| ---- | ---- | ---- | ---- | ---- | ---- |
| 334  | ↗350 | ↗352 | ↘33  | ↗38  | ↗40  |

## Достопримечательности
В селе находится недействующая Церковь Рождества Пресвятой Богородицы (1790).